# Wzgórze Katedralne (Sandomierz)
Wzgórze Katedralne – wzgórze o wysokości 173 m n.p.m., nad Wisłą, położone w województwie świętokrzyskim, na terenie Sandomierza. Znajduje się pomiędzy ulicami Katedralną, Mariacką i Prymasa Mikołaja Trąby. 
Na wzgórzu znajduje się m.in. bazylika katedralna Narodzenia Najświętszej Maryi Panny, która jako część historycznego zespołu architektoniczno-krajobrazowego, rozporządzeniem Prezydenta Rzeczypospolitej Polskiej z dnia 22 listopada 2017 r. została uznana za pomnik historii.